# 布氏新波魚
布氏新波魚（学名：Mesobola bredoi）为輻鰭魚綱鯉形目鲤科中波魚屬的其中一種，分布於非洲艾伯特湖流域，體長可達4.5公分，棲息在中底層水域。

## 扩展阅读
維基物種上的相關：布氏新波魚